# Йоахім Бемер
Йоахім Бемер (нім. Joachim Böhmer, 1 жовтня 1940 — 28 грудня 1999) — східнонімецький академічний веслувальник.
Бронзовий призер Олімпійських Ігор 1972 року в складі парної двійки.
Срібний призер Чемпіонату світу 1970 року в складі парної двійки, бронзовий призер 1966 року в складі вісімки.
Чемпіон Європи 1971 року в складі парної двійки, срібний призер 1969 року в одиночці.